# Fatimih Dávila
Fatimih Dávila wł. Fatimih Dávila Sosa (ur. 1 lutego 1988 w Punta del Este, zm. 2 maja 2019 w Meksyku) – urugwajska modelka, zdobywczyni tytułu miss Urugwaju w 2006 roku, gdzie reprezentowała miasto swojego urodzenia Punta del Este.
Gdy wygrała narodowy konkurs piękności, udała się do Los Angeles, aby reprezentować Urugwaj w konkursie Miss Universe 2006, który odbył się 23 lipca 2006 roku.
Reprezentowała także swój kraj w Reina Sudamericana 2006 (finalistka), Miss Model of the World 2006 (półfinalistka), Miss Continente Americano 2006 (pierwsze miejsce) i Miss World 2008 w Johannesburgu w Południowej Afryce 13 grudnia 2008 roku.
2 maja 2019 roku Dávila została znaleziona martwa w hotelu w Meksyku.